# Епархия Паракату

Regional CNBB Leste 2.

Епархия Паракату (лат. Dioecesis Paracatuensis) — епархия Римско-католической церкви c центром в городе Паракату, Бразилия. Епархия Умуарамы входит в митрополию Монтис-Кларуса. Кафедральным собором епархии Паракату является собор святого Антония Падуанского.

## История
1 марта 1929 года Римский папа Пий XI выпустил буллу Pro munere sibi divinitus, которой учредил территориальную прелатуру Паракату, выделив её из епархий Монтис-Кларуса (сегодня — архиепархия) и Уберабы (сегодня — Архиепархия Уберабы). В этот же день епархия Умуарамы вошла в митрополию Диамантины.
15 июня 1957 года территориальная прелатура Паракату передала часть своей территории епархии Жануарии.
14 апреля 1962 года Римский папа Пий XII выпустил буллу Navis gubernationis, которой преобразовал территориальную прелатуру Паракату в епархию, присоединив её к митрополии Уберабы.
11 октября 1966 года епархия Паракату передала часть своей территории архиепархии Бразилиа.
25 апреля 2001 года епархия Паракату вошла в митрополию Монтис-Кларуса.

## Ординарии епархии
- епископ Eliseu Van der Weijer, O.Carm. † (25 мая 1940 — 14 апреля 1962);
- епископ Raimundo Luí, O.Carm. † (11 июня 1962 — 20 июля 1977);
- епископ José Cardoso Sobrinho, O.Carm. (29 марта 1979 — 2 апреля 1985) — назначен архиепископом Олинды-и-Ресифи;
- епископ Leonardo de Miranda Pereira, (6 мая 1986 — 7 ноября 2012);
- епископ Jorge Alves Bezerra (7 ноября 2012 — по настоящее время).

## Источник
- Annuario Pontificio, Libreria Editrice Vaticana, Città del Vaticano, 2003, ISBN 88-209-7422-3
- Булла Pro munere sibi divinitus, AAS 23 (1931), стр. 317  (лат.)
- Булла De Brasiliani populi  (лат.)